# Monemvasia (Rebsorte)
Die Weißweinsorte Monemvasia ist auf den griechischen Inseln Evia, sporadisch auf nahezu allen Ägäischen Inseln, Paros, Ios, Sikinos, den Kykladen sowie den Regionen Lakonien und Makedonien heimisch.
Die Sorte galt lange Zeit zu Unrecht als die Urform aller Malvasia-Reben. Das Missverständnis rührt jedoch wahrscheinlich daher, dass im 13. Jahrhundert aus dem Hinterland der Stadt Monemvasia ein Wein namens Malvasia exportiert wurde. Die Stadt Monemvasia hieß während der venezianischen Herrschaft in der griechischen Region zum Teil „Napoli di Malvosia“ und vermutlich änderte sich der Name der gleichlautenden Rebsorte ebenfalls. Gemäß den Veröffentlichungen des Ampelographen Logothetis bestand der damalige Malvasia-Wein neben der Monemvasia-Rebe hauptsächlich aus den Sorten Aidani Mavro, Aidani Aspro, Athiri, Thrapsathiri, Vilana, Ladikino und Liatiko.

## Ampelographische Sortenmerkmale
In der Ampelographie wird der Habitus folgendermaßen beschrieben:
- Die Triebspitze ist offen. Sie ist leicht weißwollig behaart. Die blass grünen Jungblätter sind nur leicht wollig behaart.
- Die großen Blätter sind fünflappig und tief gebuchtet. Die Stielbucht ist lyraförmig offen (manchmal auch geschlossen). Das Blatt ist stumpf gezahnt. Die Zähne haben im Vergleich der Rebsorten einen mittelweiten Abstand.
- Die konus- bis walzenförmige Traube ist groß und lockerbeerig. Die leicht ellipsenförmigen Beeren sind ebenfalls groß und von gold- bis bernsteingelber Farbe. Die Beeren haben einen aromatischen Geschmack.

Die spät austreibende Rebsorte reift ca. 15 Tage nach dem Gutedel und gilt somit innerhalb der weißen Rebsorten als noch früh reifend. In Griechenland kann sie meist um den 15. August geerntet werden.

## Synonyme
Die Rebsorte Monemvasia ist auch unter den Namen Artemisi, Klossaria (auf Rhodos), Monemvasitiko, Monemvassia, Monemvassi, Monemvassiatiko und Monovasia bekannt.